# Norbert-Bertrand Barbe
Norbert-Bertrand Barbe (1968) es un historiador de arte, semiólogo, artista y escritor francés nacido en 1968. Tiene una maestría en historia del arte (Universidad de París X Nanterre, 1991) y un doctorado por la Universidad de Orleans 1996) en Literatura Comparada. Es miembro honorario de la Academia Nicaragüense de la Lengua

## Biografía
En su carrera, se ha desempeñado como poeta, artista plástico, esteta, historiador del arte.
Ha realizado investigaciones en comunicación. 

Es el introductor de los estudios roigianos en Francia, y el principal traductor y difusor de la literatura nicaragüense al francés. 

Sus principales tesis son sobre: 

El arte abstracto, donde distingue abstracción temática (como el surrealismo) y abstracción formal (como el expresionismo abstracto); 

La relación entre discurso dominante y discurso emergente; 

El nacimiento del pensamiento contemporáneo; 

La inversión entre los actos sociales reales y la ideología acerca de éstos; 

Y Nicaragua como lugar de condensación de las problemáticas internacionales.

## Obra

### Exhibiciones individuales
- 1987: Sceaux, France
- 1999: Sample/s on glass, UNAN-Managua, 2004: N.º 5 of the internet magazine: https://web.archive.org/web/20091028052126/http://www.geocities.com/letrassalvajes/N5.html

N.º 3 of the Mexican internet magazine: www.clubdebrian.com
- 2005: Up To U, Añil Gallery, Managua.
- 2010: Rational Works, Casa de los Tres Mundos, Granada.

## Exhibiciones colectivas
- 1998: Kites, Casa de los Tres Mundos, Granada and Managua
- 1999: García Ocón Barbe & Exhibition for blind people, ArteFactoría, Managua; Caraceños young artists, Convention Center, Jinotepe;
- 2006: Another Granada for Walker, Macondo, Rufino Garay Theatre Granada, Managua; Fusion, Casa de los Tres Mundos, Granada
- 2007: autor, coordinador y participante en Street-Art, con auspicios del Instituto de Cultura, Managua, Revolution Square / Central Park / Area of the Institute and the Palace, del 11 nov a 2 dic; Fusion, Casa de los Tres Mundos, Granada
- 2008: Fusion, Granada, nov–dic; Bodies painted with imagery of Güegüence, exhibition work and body painting, Casa de Cultura, Diriamba; Happenings "Nothing happens", VI Bienal de Artes Centroamericana, Managua
- 2009: Project Gaia – Ecological Havoc 2009, en los espacios: UCA Library, School of Dance "Open Space" Teatro Sala Justino Rufino Garay, XV Festival of Contemporary Dance-Theatre Room Victor Romeo, Managua; Fusion, Casa de los Tres Mundos, Granada, nov–dic
- 2010: Ecological Havoc, French and German Cooperation Alliance, febrero

Obras conservadas en colecciones nacionales del Banco Central de Nicaragua y en el Museo Fontenay-le-Comte, Francia.
Como realizador y artista de video:
- 2004 - guion, dirección y edición del cortometraje Shepherdess; produjo y publicó del audiovisual en doble CD Upside Down Cat; y editó el corto de animación And a nightingale flutters on my finger
- 2006: adaptó, escribió y dirigió la obra teatral Sex en León y Managua, sobre la base de la obra de Sartre No Exit.
- 2009: Do not Be Late, evento de New Year, Zona Hippo, Managua

Como ilustrador y publicista:
- Ilustración de una pieza clásica del teatro medieval francesa: The Washtub Farce, 2002.
- Otro libro de imágenes: The strange disappearance of the hood of Santa Claus, libro infantil de dibujos, 2004.
- Ilustrador del libro de poemas Mourn someone sees me in a dream por Francisco Ruiz Udiel, Not Anymore From XTepetl, N.º 4-5-7 triple, de agosto a diciembre de 2006.
- 2006-2010: creador, editor y diseñador de la revista Gojón (previamente conocido: From XTepetl; Not Anymore From XTepetl)

Como curador:
- Creó y participó en Street-Art, 28 de febrero de 2006, en Managua.
- Participó y cocreó el evento Street-Art on the Calzada Street of Granada, 27 de octubre de 2006. En 2007, ocurre el evento Street Art (el cual, en 2006, fue el origen del impulso al Museo de Arte y Diseño Contemporáneo en Costa Rica, con ocho eventos artísticos en la calle), paralela a la Bienal Centroamericana, durante los cuatro fines de semana del 10 de noviembre al 2 de diciembre en la Plaza de la Revolución (atrio del Palacio Nacional de Cultura) y en el Parque Central Rubén Darío de Managua, esponsoreado por el Instituto (Ministerio) de Cultura. Street-Art, como evento conceptual, repetido en 2008 y 2009 en forma de invitación por internet, con objetivos alcanzables individual y colectivamente más de una semana.

## Principales libros y artículos sobre la obra de Norbert-Bertrand Barbe
- Claude Lepelley, Michel Sot, Pierre Riché, Haut Moyen-Age: culture, éducation et société, Université de Paris X: Nanterre, Centre de recherches sur l'Antiquité tardive et le haut Moyen Age, Publidix, 1990, p. 7.
- Letopis Matice srpske, Vol. 440–443, U Srpskoj narodnoj zadružnoj štampariji, 2001.
- Lire/Aimer, Connaître/Ecrire, Editer/Publier : du Rêve à la Réalité, in Un éditeur, un homme, Bull. d'information et Relation L'Estracelle de la Maison de la Poésie Nord-Pas de Calais 4, 2002, p. 30–33.
- Mongi Madini, Deux mille ans de rire, Presses Universitaires de Franche-Comté, 2002, p. 31–40.
- Jorge Eduardo Arellano, Voces indígenas y letras coloniales de Nicaragua y Centroamérica, Managua, PAVSA, 2002, p. 251.
- Agnès Lontrade, Roland Barthes et la théorie esthétique de Norbert-Bertrand Barbe, Critique d'Art 19, primavera 2002, p. 40.
- El regreso del Papalote – Una entrevista de Porfirio García Romano con Norbert-Bertrand Barbe, El Nuevo Diario, 02/08/2002.
- Bruno Chenique, Les dix numéros de la Méduse, La Méduse, Bulletin Informatif de l’Association des Amis de Géricault, Paris, n° 11, septiembre de 2002, p. 1.
- Carlos Mántica, El habla nicaragüense, Managua, Hispamer, 2004, p. 153–156.
- Livre Suisse 13-16, Schweizerischer Buchhändler- und Verlegerverein, 2004, p. 2028, 2113.
- William J. Thompson, French XX Bibliography: A Bibliography for the Study of French Literature since 1885, Susquehanna University Press, 2004, v. 55, p. 18098.
- Erick Aguirre, Las traiciones de Norbert-Bertrand Barbe, El Nuevo Diario, 01/10/2005, pp. 9–11.
- Luis Gonzalo Ferreyra, La Morale de l'émergence chez Arturo Andrés Roig, tesis bajo la dirección de Patrice Vermeren, Paris VIII Vincennes/Saint-Denis, Dto de Filosofía, 2005.
- Éric Peltier, Revues et magazines: guide des périodiques à l'intention des bibliothèques publiques, Paris, Editions du Cercle de La Librairie, 2006, p. 176–189.
- Livres de France 297–298, Éditions professionelles du livre, 2006, p. 6, 113, 148.
- Inés Izquierdo Miller, A Puerta Cerrada en la ciudad de León, La Prensa, 22/07/2006, p. 9B.
- Martin Mulligan,  Calle Arte-Granada se toma Plaza de la Independencia, El Nuevo Diario, 7/11/2006.
- Ana Santos Ríos, La Obra poética y pictórica de Norbert-Bertrand Barbe, thesis in Hispanic Literature, Catholic University, Managua, 2007.
- Anales de Literatura hispanoamericana, Universidad Complutense de Madrid, Cátedra de Literatura Hispanoamericana, v. 32, 2007, p. 127.
- Sergio Ramírez, Tambor olvidado, Madrid, Aguilar, 2007, p. 268–270.
- Rocío Oviedo Pérez de Toleda, Herencia y Centenarios. Noticias de Rubén Darío en el Nuevo Milenio, Anales de Literatura Hispanoamericana, 2007, v. 36, p. 127.
- Rebecca Arcía M., Celebran al mejor reportero, La Prensa, 23/01/2007.
- Jorge Eduardo Arellano, Hacia la momificación de Don Sal, El Nuevo Diario, 12/06/2007.
- En los recintos poéticos del Dr. Barbe, El Nuevo Diario, 19/07/2007.
- Arnulfo Argüello, Arte Contemporáneo, La Prensa Literaria, 17/11/2007.
- Adelina Morris, Un Coup de Dés : ou Stéphane Mallarmé et la question de l’art abstrait,  Modern and Contemporary France, February 2008, v. 16, N.º 1, p. 76–77.
- Gill Allwood, Modern & Contemporary France, 1469-1869, The Journal of the Association for the Study of Modern & Contemporary France, Routledge Francis & Taylor Group, v. 16 (1), 2008, p. 73–107.
- William J. Thompson, French XX Bibliography: A Bibliography for the Study of French Literature since 1885, Associated University Presse, 2008, v. 59, p. 19795.
- Steven F. White, Esthela Calderón, Culture and customs of Nicaragua, Greenwood Press, 2008, p. 171–172.
- Escritores distinguidos, La Prensa Literaria, 10/01/2009, p. 2.
- Francisco Ruiz Udiel, Fusión de artes visuales en Granada, El Nuevo Diario, 29/10/2009.
- Carlos Mántica, Escrudiñando El Güegüence, Managua, Hispamer, 2010, p. 7.
- Artiste Francais: Raymond Savignac, Norbert Bertrand Barbe, Lucien Begule, Henri Goetz, Jean Lurat, Liste Des Artistes Français, General Books, 2010.
- Jacques Halbbronn, Le livre blanc de l'astrologie, Paris, La Grande Conjonction, 2011, p. 106.

## Arte visual
|                                                  |
| Adán y Eva Pecado Original, óleo en canvas, 1986 |

|                                              |
| Tributo a Victor Jara, dibujo en papel, 1998 |

|                                         |
| L'art en sort, aguada sobre papel, 1998 |

|                                              |
| Regionalismo militar, colaje en cartón, 1998 |

|                                                |
| Autorretrato en Cristo, colaje en cartón, 1998 |

| ]]                                                        |
| Autorretrato como joven donante, aguada en cartón, 1998]] |

|                                 |
| Nica Bus, aguada en papel, 1999 |

|                                          |
| Retrato bañándose, aguada en papel, 1999 |

|                                |
| No hay paso, fotomontaje, 2003 |

|                         |
| Warf, fotomontaje, 2003 |

|                                    |
| Virgen perfecta, fotomontaje, 2003 |

|                          |
| Mater, fotomontaje, 2007 |

|                                      |
| Casas de plástico, fotomontaje, 2008 |